# 요네키쓰 미치마사
요네키쓰 미치마사(일본어: 米津通政, 1750년 ~ 1819년 8월 3일)는 일본 에도 시대의 다이묘로, 구키 번의 5대 번주이자, 나가토로번의 초대 번주이다. 요네키쓰 마사타카의 맏아들이며, 어릴적 이름은 간베(勘兵衛)이다. 관위는 종5위하, 데와노카미, 하리마노카미이다.
메이와 4년(1767년), 아버지가 은거함에 따라 가문을 계승하여 구키 번주가 되었다. 간세이 10년(1798년) 7월 6일, 무사시노쿠니의 영지 6400석을 데와노쿠니 나가토로로 옮기게 되면서, 구키에서 나가토로로 옮겨와 진야를 세우고 나가토로 번을 세웠다. 미치마사는 번 통치에 있어서 농업을 장려하고 황무지를 개간하였으며, 번의 법 14개조를 제정하였다. 간세이 11년(1799년) 12월 8일, 장남인 마사요시에게 번주직을 물려주고 은거하였다. 분세이 2년(1819년) 6월 13일에 70세의 나이로 사망하였다.
| 전임 요네키쓰 마사타카 | 제7대 요네키쓰씨 다다마사류 당주 1767년 ~ 1799년 | 후임 요네키쓰 마사요시 |

| 전임 요네키쓰 마사타카 | 제5대 구키 번 번주 1767년 ~ 1798년 | 후임 폐번 |

|  | 제1대 나가토로번 번주 1798년 ~ 1799년 | 후임 요네키쓰 마사요시 |